# Aeroporto Internacional de Belo Horizonte-Confins
Luchthaven Tancredo Neves International, beter bekend onder de naam Confins, ligt op 35 kilometer afstand van Belo Horizonte in Zuidoost-Brazilië. De luchthaven heeft één landingsbaan, die 9843 voet (3000 meter) lang is. Tancredo Neves International Airport ligt 2715 voet (828 m) boven zeeniveau.
De andere luchthaven in Belo Horizonte is de luchthaven Pampulha.

## Luchthavencodes
Het vliegveld wordt door de International Air Transport Association (IATA) aangeduid met luchthavencode CNF. De International Civil Aviation Organization (ICAO) gebruikt SBCF wanneer Luchthaven Tancredo Neves International wordt bedoeld.